# Karol Kraj
Karol Kraj (Karol Kray) – drukarz i księgarz.

## Życiorys
W 1816 roku założył drukarnię, a następnie księgarnię i wypożyczalnię książek w Petersburgu. Jego drukarnia wydała pierwsze wydanie Konrada Wallenroda Adama Mickiewicza w lutym 1828 roku z ilustracjami Smokowskiego. Wydał również m.in. Poezje Aleksandra Chodźki w 1829 roku oraz czasopismo pt. Ruski Inwalid czyli wiadomości wojenne od 1817 roku. Jego wydania odznaczały się wysokim poziomem typograficznym. W 1831 roku drukarnię prowadził jego syn Karol.